# Psycho-Pass 3: First Inspector
Psycho-Pass 3: First Inspector (PSYCHO-PASS サイコパス 3 FIRST INSPECTOR?) es una película de anime policíaca de 2020 producida por Production I.G y dirigida por Naoyoshi Shiotani. La película actúa como secuela del anime Psycho-Pass 3 (2019), la tercera temporada de la serie Psycho-Pass. Está protagonizada por los actores de voz: Yūki Kaji, Yūichi Nakamura, Mamoru Miyano, Kenyu Horiuchi, entre otros. Ambientada en una distopía conocida como el Sistema Sibyl, la película sigue la vida de los inspectores Kei Mikhail Ignatov, Arata Shindō, y varios más, que se enfrentan a un grupo de terroristas llamado Bifrost que intenta llevarse a la gobernadora de Tokio, Karina Komiya. La película se estrenó en los cines de Japón el 27 de marzo de 2020.
Shiotani pretendía dar un cierre a Psycho-Pass 3 y, al mismo tiempo, en que destacaba un interesante drama entre el reparto principal y ampliaba los temas explorados en la franquicia: la humanidad lidiando con la sociedad. El elenco principal expresó su intriga sobre cómo la narrativa exploraría los personajes principales debido a que la serie de televisión terminó con un final en suspenso.
La película recibió críticas positivas por parte de los medios de comunicación por el manejo de Shindō e Ignatov, ya que mantienen una atractiva rivalidad con los amenazantes tres miembros restantes de Bifrost, a los que se señaló como divertidos villanos. Aunque la narración fue alabada por centrarse en varios personajes, algunos escritores consideraron su inclusión como un fanservice sin sentido, ya que los personajes de Psycho-Pass 3 están más desarrollados.

## Trama
La película se divide en tres partes de 45 minutos.

### Captura Ziggurat, parte uno
Koichi Azusawa, del misterioso grupo criminal Bifrost, planea un asalto a la Oficina de Seguridad Pública, utilizando a Chiyo Obata junto con un par de Pathfinders, Jackdaw y Vixen. Mientras tanto, Shirogane regresa a Bifrost donde se prepara para apostar contra Shizuka Homura sobre el resultado del asalto. Azusawa cierra la sede de la oficina y con Obata libera a los criminales en las celdas y los arma para que ataquen a los detectives como distracción. Tras el ataque inicial, la Unidad Uno se queda sin sus inspectores, la Unidad Dos es destruida por los Pathfinders y la Unidad Tres queda encerrada fuera del edificio. Azusawa también toma como rehén al inspector de la Unidad Uno, Arata Shindō. En el exterior, el inspector Kei Milhail Ignatov es contactado por Shirogane, que promete contarle la verdad sobre la muerte de su hermano a cambio de su lealtad. Sugo sigue a Ignatov hasta el punto de encuentro, donde ambos son emboscados por una torreta de francotiradores. Shinya Kogami y Nobuchika Ginoza, del Departamento de Acción Represiva del Departamento de Operaciones de Asuntos Exteriores, llegan y colaboran con Ignatov para arruinar la emboscada y dirigirse a Seguridad Pública. Azusawa exige que la gobernadora Karina Komiya dimita o todos los presentes en el edificio serán asesinados. Los Pathfinders capturan a la jefa de la oficina, Harumi Hosorogi, para forzar el asunto, pero ella salta desde lo alto del edificio y muere en lugar de convertirse en un peón de Azusawa. Mientras tanto, Shion Karanomori y Karina Komiya encuentran y liberan a Arata.

### Captura Ziggurat, parte dos
Ignatov y el Departamento de Acción de Supresión utilizan un helicóptero del Ministerio de Asuntos Exteriores para atacar la torreta de francotiradores de los drones y consiguen destruirla, pero también provocan una serie de explosiones. Ignatov y Kogami consiguen entrar por el tejado, donde se reúnen con Kisaragi e Irie, y Shindō le informa de la situación actual. Shindō lleva a Karanomori y Komiya hacia la sala de servidores y son interceptados por Jackdaw, pero logran escapar con la ayuda de Ignatov y otros detectives, entre ellos Shinya Kogami. Esto permite a Shindō escoltar a Komiya y Karanomori a la sala para restablecer las comunicaciones internas. Azusawa llama a Ignatov y le ofrece un trato para intercambiar al gobernador por su esposa, pero este lo rechaza. Komiya y Karanomori llegan a la sala, pero la misma tiene una trampa de gas venenoso. Karanomori disfruta el reto de vencer a Azusawa y consigue restaurar un tercio del sistema, pero el gas lo deja inconsciente. Ignatov, junto con Irie y Kisaragi llegan y los rescatan. Mientras tanto, Shindō rescata a En Owanee de un robot de combate y deduce que el gas que llena los pisos inferiores del edificio es inofensivo, por lo que llama al farol de Azusawa. La Seguridad Pública decide utilizar a Ma-Karina, la doble con IA de Karina, para fingir su muerte, aunque Ignatov envía en secreto los datos de Ma-Karina a Homura a petición suya. Mientras tanto, Shindō «rastrea» a Azusawa y se entera de que existe una conexión con su padre.

### Día lluvioso, y
A través de su rastro, Shindō recuerda que su padre, Atsushi, hizo un trato con Bifrost para protegerle del Sistema Sibyl tras descubrir que es criminalmente asintomático, lo que significa que la organización le quitaría el cerebro. Deduce el deseo de Azusawa, quien intercambia información sobre los restos de los Peacebreaker en el extranjero con el ministerio. En Bifrost, Shirogane se da cuenta de que Karina no está muerta. Kogami e Ignatov matan a Jackdaw y Vixen, respectivamente, y se preparan para arrestar a Azusawa, pero Shindō quiere enfrentarse a él por sí mismo. Azusawa y Obata se enfrentan a Shindō. Azusawa revela a Shindō que el desarrollo de Ma-Karina formaba parte del plan de Bifrost para abrir una nueva explotación en el Sistema Sibyl, y que su objetivo final es formar parte de Sibyl. Bifrost era originalmente una unidad de depuración durante los primeros días del Sistema Sibyl, pero sus miembros comenzaron a abusar de su posición para aprovechar las vulnerabilidades de Sibyl. Homura revela que utilizó a Ma-Karina para contrarrestar las inversiones asistidas por la IA de Shirogane, lo que provocó la muerte de este. Homura nombra entonces a Sibyl para que sea el próximo congresista, con la intención de destruir Bifrost. Shindō lleva a Azusawa al núcleo del Sistema Sibyl, donde Azusawa solicita unirse a Sibyl. Sin embargo, Sibyl se niega, ya que Azusawa no es criminalmente asintomático y Shindō lo detiene.
Después, Karina explica al público que el ataque a la Seguridad Pública fue orquestado por terroristas anti-Sibyl. Yayoi Kunizuka y Karanomori sobreviven y acuerdan vivir juntas después de que Karanomori sea relevada de sus funciones como analista. Homura es elegida para sustituir a la desaparecida Kasei como nueva jefa de Seguridad Pública, y la exinspectora Akane Tsunemori será asignada como Enforcer. Es liberada de su confinamiento y es recogida por Kogami. Shindō e Ignatov admiten que se guardan secretos, pero prometen que acabarán contándose la verdad. En la escena posterior a los créditos de la película, Tsunemori se pone en contacto con Shindō e Ignatov, afirmando que les contará un suceso ocurrido dos años antes.

## Elenco
- Yūki Kaji como Arata Shindō
- Yūichi Nakamura como Kei Mikhail Ignatov
- Mamoru Miyano como Shizuka Homura
- Kenyū Horiuchi como Kōichi Azusawa
- Miyuki Sawashiro como Shion Karanomori
- Yōko Hikasa como Karina Komiya

## Producción
La película se anunció por primera vez el 12 de diciembre de 2019, tras el estreno del último episodio de Psycho-Pass 3. La película se estrenó en los cines de Japón y se emitió exclusivamente en Amazon Prime Video en todo el mundo. Naoyoshi Shiotani dirigió la película, Akira Amano se encargó de diseñar a los personajes y Production IG hizo la animación. Crunchyroll adquirió los derechos de transmisión de la película después de que Amazon Prime Video los perdiera. La película debía estrenarse en Japón el 27 de marzo y proyectarse durante dos semanas en los cines del país. Se comercializó como «el enfrentamiento final entre Shindō e Ignatov». Su tema de apertura titulado «Synthetic Sympathy» es interpretado por Who-ya Extended, mientras que el tema final «Red Strand» es interpretado por Cö Shu Nie. Who-ya Extended se sintió honrado de encargarse del tema musical para la película, siendo su segundo trabajo con Psycho-Pass.